# Bruyères-sur-Oise
Bruyères-sur-Oise – miejscowość i gmina we Francji, w regionie Île-de-France, w departamencie Dolina Oise.
Według danych na rok 1990 gminę zamieszkiwały 3162 osoby, a gęstość zaludnienia wynosiła 355 osób/km² (wśród 1287 gmin regionu Île-de-France Bruyères-sur-Oise plasuje się na 397. miejscu pod względem liczby ludności, natomiast pod względem powierzchni na miejscu 431.).